# Diskografija Slicka Ricka
Diskografija američkog repera, tekstopisca i glazbenog producenta Slicka Ricka, sastoji se od četiri studijska albuma i devet singlova, te osam spotova kao i mnogo dueta i suradnji s drugim glazbenicima. Slick Rick trenutno nema potpisan ugovor s diskografskom kućom. Ranije je imao potpisane ugovore za diskografske kuće Def Jam Recordings, Columbia Records, Sony Music Entertainment, PolyGram, The Island Def Jam Music Group i Universal Music Group.
Slick Rick je glazbenu karijeru započeo 1983. godine. Prva pjesma na kojoj se pojavio bilo je gostovanje na Doug E. Freshovoj pjesmi "La Di Da Di", 1985. godine. Slick Rick je svoj debitantski studijski album The Great Adventures of Slick Rick objavio 1988. godine pod diskografskom kućom Def Jam Recordings. Album je bio vrlo uspješan te je proizveo tri singla "Teenage Love", "Children's Story" i "Hey Young World". Tri godine kasnije objavio je drugi album The Ruler's Back koji nije bio komercijalno uspješan kao prvi album. Album je imao isto tri singla "I Shouldn't Have Done It", "Mistakes of a Woman in Love with Other Men" i "It's a Boy". Treći album Behind Bars objavio je 1994. godine. Album nije bio toliko uspješan, te je proizveo dva singla "Behind Bars" i "Sittin' in My Car". Godine 1999. objavio je četvrti album The Art of Storytelling koji je bio uspješan kao i njegov prvi album. Album je imao jedan singl "Street Talkin'".

## Albumi

### Studijski albumi
| Naziv                              | Detalji o albumu | Završne pozicije na top ljestvicama | Završne pozicije na top ljestvicama | Certifikacije     |
| Naziv                              | Detalji o albumu | SAD 200                             | SAD R&B                             | Certifikacije     |
| ---------------------------------- | --- | ----------------------------------- | ----------------------------------- | ----------------- |
| The Great Adventures of Slick Rick | - Objavljeno: 3. studenog 1988. - Diskografska kuća: Def Jam, Columbia, Sony Music - Formati: CD, LP digitalni download                             | 31                                  | 1                                   | - SAD: platinasta |
| The Ruler's Back                   | - Objavljeno: 2. srpnja 1991. - Diskografska kuća: Def Jam, Columbia, Sony Music - Formati: CD, LP, digitalni download                              | 29                                  | 18                                  |                   |
| Behind Bars                        | - Objavljeno: 22. studenog 1994. - Diskografska kuća: Def Jam, PolyGram - Formati: CD, LP, digitalni download                                       | 51                                  | 11                                  |                   |
| The Art of Storytelling            | - Objavljeno: 25. svibnja 1999. - Diskografska kuća: Def Jam, The Island Def Jam Music Group, Universal Music - Formati: CD, LP, digitalni download | 8                                   | 1                                   | - SAD: zlatna     |

## Singlovi
| Godina | Naziv                                        | Pozicije na top ljestvicama | Pozicije na top ljestvicama | Pozicije na top ljestvicama | Album                              |
| Godina | Naziv                                        | SAD Hot 100                 | SAD R&B                     | SAD Rap                     | Album                              |
| ------ | -------------------------------------------- | --------------------------- | --------------------------- | --------------------------- | ---------------------------------- |
| 1988.  | "Teenage Love"                               | —                           | 16                          | 8                           | The Great Adventures of Slick Rick |
| 1988.  | "Children's Story"                           | —                           | 5                           | 2                           | The Great Adventures of Slick Rick |
| 1988.  | "Hey Young World"                            | —                           | 42                          | 17                          | The Great Adventures of Slick Rick |
| 1991.  | "I Shouldn't Have Done It"                   | —                           | 50                          | 2                           | The Ruler's Back                   |
| 1991.  | "Mistakes of a Woman in Love with Other Men" | —                           | —                           | —                           | The Ruler's Back                   |
| 1991.  | "It's a Boy"                                 | —                           | —                           | —                           | The Ruler's Back                   |
| 1994.  | "Behind Bars"                                | 87                          | 63                          | 12                          | Behind Bars                        |
| 1995.  | "Sittin' in My Car"                          | —                           | 56                          | 11                          | Behind Bars                        |
| 1999.  | "Street Talkin'"                             | —                           | 65                          | 22                          | The Art of Storytelling            |

## Vanjske poveznice
- Službena stranica
- Slick Rick na Allmusicu
- Slick Rick na Discogsu
- Slick Rick na Billboardu
- Slick Rick  Arhivirana inačica izvorne stranice od 8. travnja 2013. (Wayback Machine) na MTV
- Slick Rick na Internet Movie Databaseu